# Cumulonimbus tuba

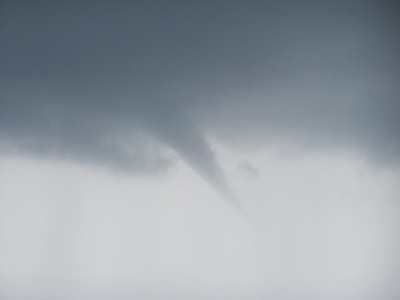
tuba nabij Woensdrecht, 19 augustus 2006

Een Cumulonimbus tuba, ook wel een tuba of een funnel genoemd, is een bijzondere wolkenvorm aan de basis van een buienwolk (cumulonimbus). Aan de wolkenbasis hangt een uitzakking in de vorm van een trechter of puntzak, waaruit zich soms een windhoos of tornado kan ontwikkelen.
Een tuba vormt dus slechts een klein deel van de cumulonimbus. Een goed ontwikkelde tuba laat vaak een sterk rollende beweging van de delen onderaan de wolk zien. Ook aan weerskanten van een tuba zijn soms aan en nabij de gerafelde randen van de buienwolk 'kolkende' rotaties te zien. In sommige gevallen kunnen er meerdere tuba's tegelijk ontstaan.
Pas wanneer de tuba zich verder ontwikkelt en contact met de grond of het water krijgt, is er sprake van respectievelijk een wind- of waterhoos of een tornado.